# 7Days
7Days, ontstaan vanuit Kidsweek, was een Nederlandse krant voor jongeren van twaalf tot achttien jaar. De krant werd elke vrijdag uitgegeven, met uitzondering van een aantal vakantieperiodes, waarin hij om de twee weken verscheen. Daarnaast verschenen nieuws- en achtergrondverhalen op Sevendays.nl, die los van de krant kunnen worden gelezen. Een groep middelbare scholieren (bloggers) leverde columns en video's aan.
Kidsweek werd bedacht door Roland Pelle, die de krant in 2003 oprichtte en sindsdien ook uitgaf. Ongeveer twee jaar na de oprichting begon hij tevens met Kidsweek Junior, een wekelijkse krant met kinderen van zeven tot tien jaar als doelgroep. De eerste editie van Kidsweek verscheen op vrijdag 18 april 2003. Sinds 11 september 2009 heet de krant voor jongeren van twaalf tot achttien jaar 7Days. De krant voor kinderen van zeven tot twaalf jaar heet Kidsweek.
Zowel 7Days als Kidsweek wordt uitgegeven door de in Amsterdam gevestigde uitgeverij Young & Connected (onderdeel van Sijthoff Media Groep). Deze uitgeverij was tot 2010 onderdeel van De Persgroep Nederland. Op 22 september 2010 werd bekendgemaakt dat het onderdeel werd overgenomen door investeerders Carl Spaans en Willem Sijthoff. Inmiddels is alleen Sijthoff nog aandeelhouder.
Eenmaal per jaar wordt door middel van een sollicitatieprocedure een lezersraad samengesteld uit de abonnees van 7Days. De jongeren die hieraan deelnemen komen elke 3 maanden bijeen op een bijzondere locatie waar ze met zijn allen krant en online uitingen bespreken. Daarna nemen ze deel aan een activiteit op de desbetreffende locatie.
7Days organiseert jaarlijks in november verkiezingen voor de 7Days Jongere van het Jaar (2016: Annegien Schilling).
Op 10 april 2020 is het laatste nummer van 7Days verschenen. Als gevolg van ontlezing onder jongeren was het niet langer rendabel om het blad voort te zetten.